# Şanlı
Şanlı ist ein türkischer männlicher Vorname und Familienname. Außerhalb des türkischen Sprachraums bzw. unabhängig vom türkischen Namen tritt der Name Sanli auf.

## Namensträger

### Familienname
- Ecevit Şanlı (1973–2013), türkischer Terrorist
- Emel Şanlı-Kırçın (* 1993), türkische Sprinterin und Hürdenläuferin
- Koray Şanlı (* 1989), türkischer Fußballspieler
- Murat Şanlı, türkischer Popsänger
- Tuncay Şanlı (* 1982), türkischer Fußballspieler
- Uno Sanli (* 1989), schwedischer Taekwondoin
- Yüksel Şanlı (* 1973), türkischer Ringer und Trainer